# Хребет Королеви Мод
86°0′ пд. ш. 160°0′ сх. д. / 86.000° пд. ш. 160.000° сх. д.
Хребет Королеви Мод (англ. Queen Maud Mountains) — група гірських хребтів в Антарктиді, яка розташована в середній частині гірської системи Трансантарктичних гір.

## Географія
Хребет розташований, в основному, у Західній Антарктиді та частково у Східній, на крайньому, південному узбережжі шельфового льодовика Росса, в більшій частині на Території Росса і належить до гірської системи Трансантарктичних гір. В північно-західній частині межує із льодовиком Бірдмора, за яким розташований Хребет Королеви Олександри, на південному-сході — із льодовиком Ріді, на південному заході — із Полярним плато, на північному сході — із шельфовим льодовиком Росса та землею Мері Берд.
Значна частина вершин хребта піднімається вище 2500-3000 м. Хребет складений верхньопротерозойською сланцево-ґрауваковою товщею, у верхній частині якої широко поширені лави. Вище залягають платформенні осади палеозойської ери.

### Складові хребта Королеви Мод
Розташування хребтів, гір та масивів в хребті Королеви Мод із північного заходу на південний схід:
| Назва                | Назва англійською     | Координати                                                    |
| -------------------- | --------------------- | ------------------------------------------------------------- |
| Хребет Домініон      | Dominion Range        | 85°20′ пд. ш. 166°30′ сх. д. / 85.333° пд. ш. 166.500° сх. д. |
| Хребет Суппортер     | Supporters Range      | 85°4′ пд. ш. 169°30′ сх. д. / 85.067° пд. ш. 169.500° сх. д.  |
| Масив Отвей          | Otway Massif          | 85°27′ пд. ш. 172°0′ сх. д. / 85.450° пд. ш. 172.000° сх. д.  |
| Хребет Співдружності | Commonwealth Range    | 84°15′ пд. ш. 172°13′ сх. д. / 84.250° пд. ш. 172.217° сх. д. |
| Гори Принца Олафа    | Prince Olav Mountains | 84°57′ пд. ш. 173°0′ зх. д. / 84.950° пд. ш. 173.000° зх. д.  |
| Хребет Г'юз          | Hughes Range          | 84°30′ пд. ш. 175°30′ сх. д. / 84.500° пд. ш. 175.500° сх. д. |
| Гори Буша            | Bush Mountains        | 84°57′ пд. ш. 179°30′ сх. д. / 84.950° пд. ш. 179.500° сх. д. |
| Хребет Герберт       | Herbert Range         | 85°22′ пд. ш. 165°30′ зх. д. / 85.367° пд. ш. 165.500° зх. д. |
| Гори Гейс            | Hays Mountains        | 86°0′ пд. ш. 155°0′ зх. д. / 86.000° пд. ш. 155.000° зх. д.   |
| Готичні гори         | Gothic Mountains      | 86°0′ пд. ш. 150°0′ зх. д. / 86.000° пд. ш. 150.000° зх. д.   |
| Уступ Ватсона        | Watson Escarpment     | 86°0′ пд. ш. 145°0′ зх. д. / 86.000° пд. ш. 145.000° зх. д.   |

### Найвищі вершини хребта Королеви Мод:[4][5]
| Назва                  | Назва англійською              | Висота, м | Координати                                                    | Хребет, масив     |
| ---------------------- | ------------------------------ | --------- | ------------------------------------------------------------- | ----------------- |
| Каплан                 | Mount Kaplan                   | 4230      | 84°33′ пд. ш. 175°19′ сх. д. / 84.550° пд. ш. 175.317° сх. д. | Хребет Г'юз       |
| Вейд                   | Mount Wade                     | 4084      | 84°51′ пд. ш. 174°19′ зх. д. / 84.850° пд. ш. 174.317° зх. д. | Принца Олафа      |
| Фішер                  | Mount Fisher                   | 4080      | 84°33′ пд. ш. 175°19′ сх. д. / 84.550° пд. ш. 175.317° сх. д. | -«-               |
| Центенейл              | Centennial Peak                | 4070      | 83°54′ пд. ш. 168°23′ сх. д. / 83.900° пд. ш. 168.383° сх. д. | -»-               |
| Фрітьйоф Нансен        | Fridtjof Nansen                | 4069      | 85°21′ пд. ш. 167°33′ зх. д. / 85.350° пд. ш. 167.550° зх. д. | Центральний хр.   |
| Векслер                | Mount Wexler                   | 4024      | 84°30′ пд. ш. 175°1′ сх. д. / 84.500° пд. ш. 175.017° сх. д.  | Хребет Г'юз       |
| Флет Топ               | Flat Top                       | 4000      | 84°41′ пд. ш. 171°55′ сх. д. / 84.683° пд. ш. 171.917° сх. д. | Хр. Співдружності |
| Одішав                 | Mount Odishaw                  | 3965      | 84°42′ пд. ш. 174°54′ сх. д. / 84.700° пд. ш. 174.900° сх. д. | Хребет Г'юз       |
| Плато Нільсона         | Nilsen Plateau                 | 3940      | 86°20′ пд. ш. 158°0′ зх. д. / 86.333° пд. ш. 158.000° зх. д.  | Гори Гейс         |
| Дональдсон             | Mount Donaldson                | 3930      | 84°37′ пд. ш. 172°9′ сх. д. / 84.617° пд. ш. 172.150° сх. д.  | Хр. Співдружності |
| Рей                    | Mount Ray                      | 3904      | 85°7′ пд. ш. 170°48′ зх. д. / 85.117° пд. ш. 170.800° зх. д.  | Принца Олафа      |
| Селлері                | Mount Sellery                  | 3895      | 84°58′ пд. ш. 172°45′ зх. д. / 84.967° пд. ш. 172.750° зх. д. | -«-               |
| Ватерман               | Mount Waterman                 | 3880      | 84°27′ пд. ш. 175°25′ сх. д. / 84.450° пд. ш. 175.417° сх. д. | Хребет Г'юз       |
| Корона                 | Crown Mountain                 | 3830      | 86°18′ пд. ш. 158°38′ зх. д. / 86.300° пд. ш. 158.633° зх. д. | Гори Гейс         |
| Олівер                 | Mount Oliver                   | 3800      | 84°56′ пд. ш. 173°44′ зх. д. / 84.933° пд. ш. 173.733° зх. д. | Принца Олафа      |
| Кемпбелл               | Mount Campbell                 | 3790      | 84°55′ пд. ш. 174°0′ зх. д. / 84.917° пд. ш. 174.000° зх. д.  | -»-               |
| Дон Педро Крістоферсен | Mount Don Pedro Christophersen | 3765      | 85°32′ пд. ш. 165°47′ зх. д. / 85.533° пд. ш. 165.783° зх. д. | Центральний хр.   |
| Астор                  | Mount Astor                    | 3710      | 86°1′ пд. ш. 155°30′ зх. д. / 86.017° пд. ш. 155.500° зх. д.  | Гори Гейс         |
| Джонс-пік              | Jones Peak                     | 3670      | 85°5′ пд. ш. 172°0′ зх. д. / 85.083° пд. ш. 172.000° зх. д.   | Принца Олафа      |
| Ґелсвік-пік            | Gjelsvik Peak                  | 3660      | 85°19′ пд. ш. 168°0′ зх. д. / 85.317° пд. ш. 168.000° зх. д.  | Центральний хр.   |
| Бовзер                 | Mount Bowser                   | 3655      | 86°3′ пд. ш. 155°36′ зх. д. / 86.050° пд. ш. 155.600° зх. д.  | Гори Гейс         |
| Макдональд             | Mount Macdonald                | 3630      | 84°31′ пд. ш. 173°10′ сх. д. / 84.517° пд. ш. 173.167° сх. д. | Хр. Співдружності |
| Кендрик                | Mount Kendrick                 | 3610      | 86°22′ пд. ш. 156°40′ зх. д. / 86.367° пд. ш. 156.667° зх. д. | Гори Гейс         |
| Купол Хаски            | Husky Dome                     | 3580      | 84°54′ пд. ш. 176°17′ сх. д. / 84.900° пд. ш. 176.283° сх. д. | Гори Буша         |
| Теллер-пік             | Teller Peak                    | 3550      | 85°57′ пд. ш. 135°28′ сх. д. / 85.950° пд. ш. 135.467° сх. д. | Уступ Ватсона     |

## Відкриття та дослідження

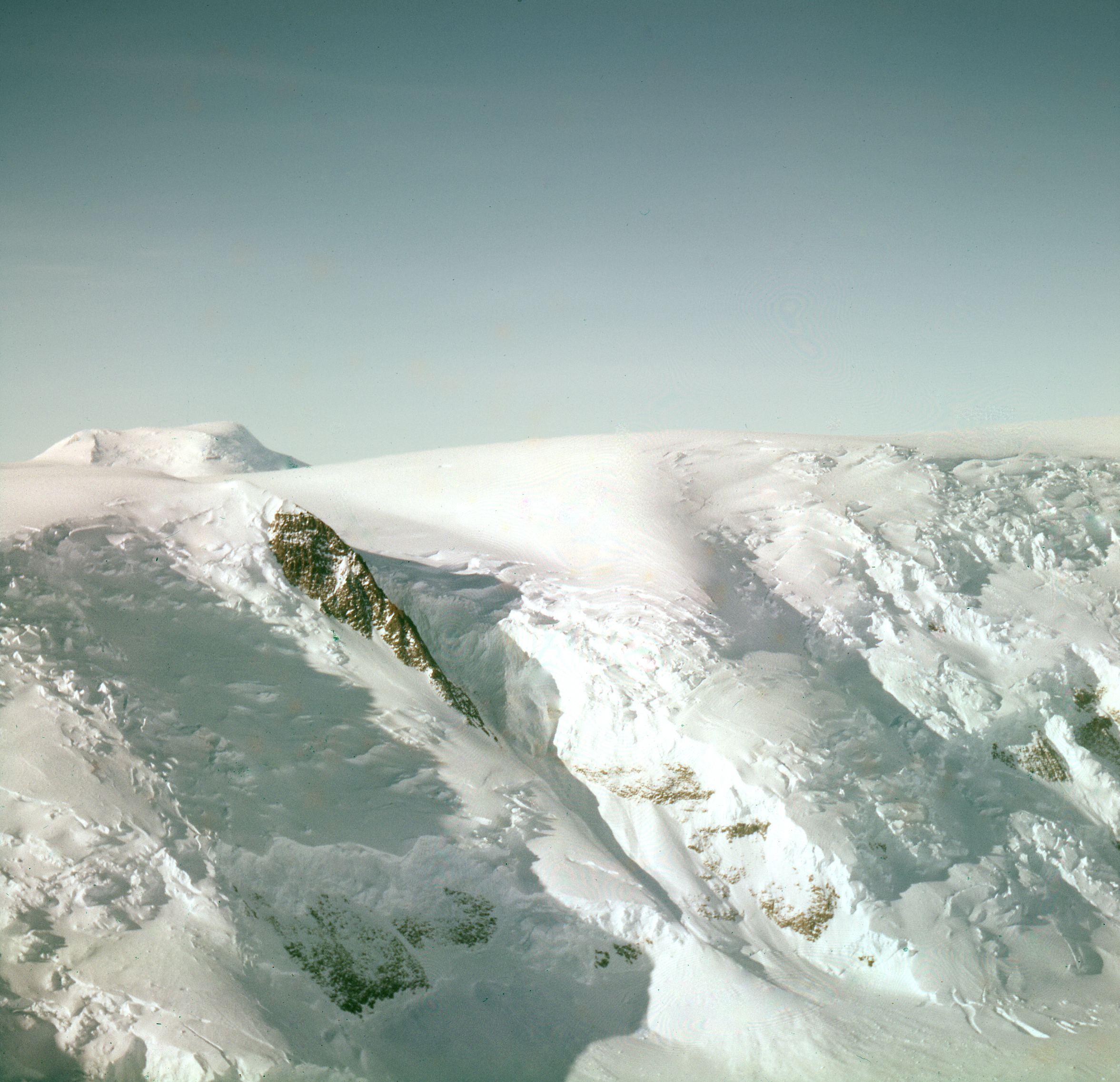
Льодовик Акселя Хейберга по якому команда Амундсена пройшла через хребет на Полярне плато

Хребет Королеви Мод був відкритий під час Норвезької антарктичної експедиції капітана Роальда Амундсена, 1910—1912 років, по підкоренню Південного полюса. Амундсен та його супутники зійшли на льодовик Акселя Хейберга, поруч із центральною частиною цієї групи гір у листопаді 1911 року, назвавши їх на честь норвезької королеви Мод Уельської.
Відроги вершин, які межують з льодовиком Бірдмора, на західному краї цих гір, спостерігали учасники британських експедицій на чолі із Ернестом Шеклтоном (1907—1909) і Робертом Скоттом (1910—1913). Але гори більш детально були вивчені та відображені на мапах під час кількох американських експедицій під керівництвом Річарда Берда в 1930-х і 1940-х роках, Антарктичної програми США (USARP) та Програми Ново-Зеландських антарктичних досліджень (NZARP), які проводили свої експедиції в 1950-х — 1970-х роках.